# КК Партизан сезона 2012/13.
КК Партизан сезона 2012/13. обухвата све резултате и остале информације везане за наступ Партизана у сезони 2012/13. и то у следећим такмичењима: Евролига, Јадранска лига, Суперлига Србије и Куп Радивоја Кораћа.

## Промене у саставу

### Дошли
| Датум              | Играч            | Претходни клуб         | Напомене              |
| ------------------ | ---------------- | ---------------------- | --------------------- |
| јун 2012.          | Никола Милутинов | Хемофарм               | четворогодишњи уговор |
| 2. јул 2012.       | Лео Вестерман    | Асвел                  | трогодишњи уговор     |
| 16. јул 2012.      | Ђорђе Гагић      | Хемофарм               | четворогодишњи уговор |
| 18. јул 2012.      | Дејан Мусли      | Саски Басконија        | трогодишњи уговор     |
| 20. август 2012.   | Дру Гордон       | Универзитет Њу Мексико | једногодишњи уговор   |
| 3. септембар 2012. | Тори Томас       | Метрос де Сантијаго    | једногодишњи уговор   |
| 13. новембар 2012. | Немања Гордић    | Азовмаш                | двогодишњи уговор     |
| 28. децембар 2012. | Жофре Ловерњ     | Валенсија              | двоипогодишњи уговор  |

### Отишли
| Истекли уговори на крају сезоне 2011/12. |                   |                     |                           |
| јул 2012.                                | Петар Божић       | Металац             | —                         |
| јул 2012.                                | Душан Кецман      | Роан                | —                         |
| 30. јул 2012.                            | Милан Мачван      | Галатасарај         | —                         |
| 27. август 2012.                         | Рашко Катић       | Црвена звезда       | —                         |
| септембар 2012.                          | Доминик Џејмс     | Ређо Емилија        | —                         |
| 22. септембар 2012.                      | Мирослав Радуљица | Азовмаш             | —                         |
| Раскинути уговори                        |                   |                     |                           |
| јун 2012.                                | Немања Јарамаз    | Бјела               | —                         |
| август 2012.                             | Никола Пешаковић  | Војводина Србијагас | —                         |
| септембар 2012.                          | Ненад Миљеновић   | Раднички Крагујевац | —                         |
| септембар 2012.                          | Немања Бешовић    | —                   | —                         |
| Одласци играча у току сезоне             |                   |                     |                           |
| 14. новембар 2012.                       | Тори Томас        | Скаволини Пезаро    | споразумни раскид уговора |
| 28. децембар 2012.                       | Данило Анђушић    | Виртус Болоња       | споразумни раскид уговора |
| март 2013.                               | Дру Гордон        | Динамо Сасари       | споразумни раскид уговора |
| Играчи упућени на позајмице              |                   |                     |                           |
| септембар 2012.                          | Иван Маринковић   | ОКК Београд         | једногодишња позајмица    |

## Играчи
Сви играчи који су наступали за клуб у сезони 2012/13.
| Број   | Број   | Позиција      | Име                 | Националност              | Напомене                                            |
| ------ | ------ | ------------- | ------------------- | ------------------------- | --------------------------------------------------- |
| 4      | 4      | крило         | Михајло Андрић      | Србија                    | Прикључен из јуниора, играо само у Суперлиги Србије |
| 5      | 5      | плејмејкер    | Младен Ђорђевић     | Србија                    | Прикључен из јуниора, играо само у Суперлиги Србије |
| 5      | 5      | плејмејкер    | Тори Томас          | Сједињене Америчке Државе | Раскинут уговор 14. новембра 2012.                  |
| 7      | 7      | крилни центар | Жофре Ловерњ        | Француска                 | Није играо од почетка сезоне, потписао 28. децембра |
| 8      | 8      | центар        | Никола Милутинов    | Србија                    |                                                     |
| 9      | 9      | плејмејкер    | Лео Вестерман       | Француска                 |                                                     |
| 10     | 10     | плејмејкер    | Немања Гордић       | Босна и Херцеговина       |                                                     |
| 11     | 11     | крило         | Владимир Лучић      | Србија                    | Капитен                                             |
| 12     | 12     | бек           | Драган Милосављевић | Србија                    |                                                     |
| 13     | 13     | бек           | Богдан Богдановић   | Србија                    |                                                     |
| 14     | 14     | центар        | Ђорђе Гагић         | Србија                    |                                                     |
| 15     | 15     | центар        | Дејан Мусли         | Србија                    |                                                     |
| 22     | 22     | бек / крило   | Марко Чакаревић     | Србија                    |                                                     |
| 31     | 31     | крилни центар | Бранислав Ђекић     | Србија                    |                                                     |
| 32     | 32     | крилни центар | Дру Гордон          | Сједињене Америчке Државе | У марту 2013. напустио клуб                         |
| 33     | 33     | бек           | Данило Анђушић      | Србија                    | Раскинут уговор 28. децембра 2012.                  |
| 44     | 44     | крило         | Давис Бертанс       | Летонија                  |                                                     |
| Тренер | Тренер | Тренер        | Душко Вујошевић     | Црна Гора                 |                                                     |

## Јадранска лига
Партизан је у регуларном делу Јадранске лиге забележио 16 победа и десет пораза, што му је донело четврто место и пласман на фајнал-фор који је одржан у Спортској дворани у Лакташима. У полуфиналној утакмици фајнал-фора, Партизан је био бољи од домаћина турнира Игокее, док је у финалној утакмици савладана Црвена звезда. Ово је шеста титула Партизана у Јадранској лиги.

### Табела
|    | Тим                   | Игр. | Поб. | Изг. | П+   | П-   | П+/- | Бод |
| -- | --------------------- | ---- | ---- | ---- | ---- | ---- | ---- | --- |
| 1  | Игокеа                | 26   | 20   | 6    | 2013 | 1857 | +156 | 46  |
| 2  | Црвена звезда Телеком | 26   | 18   | 8    | 2097 | 1889 | +208 | 44  |
| 3  | Раднички              | 26   | 17   | 9    | 2102 | 1978 | +124 | 43  |
| 4  | Партизан mt:s         | 26   | 16   | 10   | 1905 | 1832 | +73  | 42  |
| 5  | Будућност ВОЛИ        | 26   | 16   | 10   | 1864 | 1774 | +90  | 42  |
| 6  | Цедевита              | 26   | 15   | 11   | 1935 | 1907 | +28  | 41  |
| 7  | МЗТ Скопље            | 26   | 14   | 12   | 1933 | 1931 | +2   | 40  |
| 8  | Унион Олимпија        | 26   | 13   | 13   | 1984 | 1976 | +8   | 39  |
| 9  | Крка                  | 26   | 9    | 17   | 1779 | 1906 | -127 | 35  |
| 10 | Широки WWin           | 26   | 9    | 17   | 1940 | 1996 | -56  | 35  |
| 11 | Цибона                | 26   | 9    | 17   | 2013 | 2031 | -18  | 35  |
| 12 | Задар                 | 26   | 9    | 17   | 1928 | 2022 | -94  | 35  |
| 13 | Солнок Олај           | 26   | 9    | 17   | 1878 | 2085 | -207 | 35  |
| 14 | Сплит                 | 26   | 8    | 18   | 1808 | 1995 | -187 | 34  |

Легенда:

### Фајнал-фор
Завршни турнир четворице у сезони 2012/13. је одржан од 25. до 27. априла 2013. у Спортској дворани Лакташи у Лакташима. На завршном турниру су учествовали Игокеа из Босне и Херцеговине, као и Црвена звезда Телеком и Раднички и Партизан mt:s из Србије.

#### Полуфинале
| 25. 4. 2013. 21:00 | Извештај | Игокеа                                                          | 57 : 63 | Партизан mt:s                           | Спортска дворана Лакташи, Лакташи Гледаоци: 3.000 Судије: Сашо Пукл (СЛО), Матеј Болтаузер (СЛО), Дамир Јавор (СЛО) |  |
| 25. 4. 2013. 21:00 | Извештај | Четвртине: 15-17, 10-6, 15-18, 17-22                            |         |                                         | Спортска дворана Лакташи, Лакташи Гледаоци: 3.000 Судије: Сашо Пукл (СЛО), Матеј Болтаузер (СЛО), Дамир Јавор (СЛО) |  |
| 25. 4. 2013. 21:00 | Извештај | Поени: Едвардс 19 Скокови: Едвардс 11 Асистенције: Јоксимовић 4 |         | Бертанс 15 Бертанс, Мусли 6 Вестерман 4 | Спортска дворана Лакташи, Лакташи Гледаоци: 3.000 Судије: Сашо Пукл (СЛО), Матеј Болтаузер (СЛО), Дамир Јавор (СЛО) |  |

#### Финале
| 27. 4. 2013. 20:30 | Извештај | Партизан mt:s                                                                  | 71 : 63 | Црвена звезда Тел.                    | Спортска дворана Лакташи, Лакташи Гледаоци: 3.000 Судије: Сашо Пукл (СЛО), Илија Белошевић (СРБ), Матеј Болтаузер (СЛО) |  |
| 27. 4. 2013. 20:30 | Извештај | Четвртине: 14-18, 11-14, 25-13, 21-18                                          |         |                                       | Спортска дворана Лакташи, Лакташи Гледаоци: 3.000 Судије: Сашо Пукл (СЛО), Илија Белошевић (СРБ), Матеј Болтаузер (СЛО) |  |
| 27. 4. 2013. 20:30 | Извештај | Поени: Бертанс, Вестерман 15 Скокови: Гагић, Ловерњ 6 Асистенције: Вестерман 3 |         | Катић 19 Катић 12 Нелсон, Ракочевић 3 | Спортска дворана Лакташи, Лакташи Гледаоци: 3.000 Судије: Сашо Пукл (СЛО), Илија Белошевић (СРБ), Матеј Болтаузер (СЛО) |  |

| Првак Јадранске лиге 2012/13. |
| ----------------------------- |
| Партизан 6. титула            |

## Евролига
Партизан је у Евролиги елиминисан већ у првој фази такмичења, након што је заузео последње место у својој групи. Црно-бели су на 10 утакмица забележили две победе и осам пораза.

### Прва фаза „Топ 24“ - Група Д
Партизан mt:s је на жребу 5. јула 2012. из трећег шешира сврстан у групу Д.
|    | Екипа           | Игр. | Поб. | Изг. | П+  | П-  | П+/- | Тај-брек  |
| -- | --------------- | ---- | ---- | ---- | --- | --- | ---- | --------- |
| 1. | Барселона Регал | 10   | 9    | 1    | 774 | 636 | +138 | 1-1 (+18) |
| 2. | ЦСКА Москва     | 10   | 9    | 1    | 783 | 709 | +74  | 1-1 (-18) |
| 3. | Брозе Баскетс   | 10   | 5    | 5    | 699 | 749 | -50  |           |
| 4. | Бешикташ        | 10   | 3    | 7    | 740 | 807 | -67  |           |
| 5. | Лијетувос ритас | 10   | 2    | 8    | 670 | 724 | -54  | 1-1 (+7)  |
| 6. | Партизан mt:s   | 10   | 2    | 8    | 731 | 772 | -41  | 1-1 (-7)  |

| 12. 10. 2012. 19:00 Извештај |                                                            | Бешикташ | 81 : 65                                    | Партизан mt:s | Абди Ипекчи арена, Истанбул Гледаоци: 6 100 |  |
| 12. 10. 2012. 19:00 Извештај | Четвртине: 19-14, 20-16, 22-23, 20-12                      |          |                                            |               | Абди Ипекчи арена, Истанбул Гледаоци: 6 100 |  |
| 12. 10. 2012. 19:00 Извештај | Поени: Кристофер 25 Скокови: Фолкер 5 Асистенције: Гулер 4 |          | Лучић 18 Милосављевић, Гагић 6 Вестерман 3 |               | Абди Ипекчи арена, Истанбул Гледаоци: 6 100 |  |

| 18. 10. 2012. 20:45 Извештај |                                                                 | Партизан mt:s | 71 : 76                     | ЦСКА Москва | Хала Пионир, Београд Гледаоци: 6 500 |  |
| 18. 10. 2012. 20:45 Извештај | Четвртине: 13-14, 18-25, 15-10, 16-13, 9-14                     |               |                             |             | Хала Пионир, Београд Гледаоци: 6 500 |  |
| 18. 10. 2012. 20:45 Извештај | Поени: Богдановић 16 Скокови: Мусли 10 Асистенције: Вестерман 4 |               | Вимс 30 Хријапа 8 Хријапа 3 |             | Хала Пионир, Београд Гледаоци: 6 500 |  |

| 25. 10. 2012. 18:30 Извештај |                                                                       | Лијетувос ритас | 69 : 61                              | Партизан mt:s | Сименс арена, Вилњус Гледаоци: 4 250 |  |
| 25. 10. 2012. 18:30 Извештај | Четвртине: 23-20, 17-11, 15-17, 14-13                                 |                 |                                      |               | Сименс арена, Вилњус Гледаоци: 4 250 |  |
| 25. 10. 2012. 18:30 Извештај | Поени: Самарџ., Сејбутис 14 Скокови: Иванов 6 Асистенције: Сејбутис 3 |                 | Лучић 17 Гордон 7 Томас, Вестерман 2 |               | Сименс арена, Вилњус Гледаоци: 4 250 |  |

| 1. 11. 2012. 20:45 Извештај |                                                            | Барселона Регал | 85 : 82                     | Партизан mt:s | Дворана Блауграна, Барселона Гледаоци: 5 713 |  |
| 1. 11. 2012. 20:45 Извештај | Четвртине: 23-15, 14-22, 30-18, 18-27                      |                 |                             |               | Дворана Блауграна, Барселона Гледаоци: 5 713 |  |
| 1. 11. 2012. 20:45 Извештај | Поени: Уертас 24 Скокови: 3 играча 5 Асистенције: Уертас 9 |                 | Бертанс 17 Гордон 7 Томас 4 |               | Дворана Блауграна, Барселона Гледаоци: 5 713 |  |

| 9. 11. 2012. 20:45 Извештај |                                                                   | Партизан mt:s | 72 : 77                  | Брозе Баскетс | Хала Пионир, Београд Гледаоци: 7 500 |  |
| 9. 11. 2012. 20:45 Извештај | Четвртине: 16-16, 25-17, 21-22, 10-22                             |               |                          |               | Хала Пионир, Београд Гледаоци: 7 500 |  |
| 9. 11. 2012. 20:45 Извештај | Поени: Лучић, Гагић 17 Скокови: Гордон 8 Асистенције: Вестерман 3 |               | Нахбар 19 Форд 9 Гавел 4 |               | Хала Пионир, Београд Гледаоци: 7 500 |  |

| 15. 11. 2012. 20:45 Извештај |                                                                   | Партизан mt:s | 87 : 72                             | Бешикташ | Хала Пионир, Београд Гледаоци: 6 500 |  |
| 15. 11. 2012. 20:45 Извештај | Четвртине: 24-19, 27-24, 19-22, 17-7                              |               |                                     |          | Хала Пионир, Београд Гледаоци: 6 500 |  |
| 15. 11. 2012. 20:45 Извештај | Поени: Милосављевић 17 Скокови: Гордон 9 Асистенције: Вестерман 8 |               | Џерелс 20 Видмар 10 Видмар, Цетин 3 |          | Хала Пионир, Београд Гледаоци: 6 500 |  |

| 22. 11. 2012. 17:00 Извештај |                                                         | ЦСКА Москва | 78 : 61                                | Партизан mt:s | Мегаспорт арена, Москва Гледаоци: 8 162 |  |
| 22. 11. 2012. 17:00 Извештај | Четвртине: 23-22, 25-14, 13-12, 17-13                   |             |                                        |               | Мегаспорт арена, Москва Гледаоци: 8 162 |  |
| 22. 11. 2012. 17:00 Извештај | Поени: Вимс 14 Скокови: Каун 6 Асистенције: Теодосић 11 |             | Лучић, Милосављевић 12 Мусли 6 Мусли 3 |               | Мегаспорт арена, Москва Гледаоци: 8 162 |  |

| 29. 11. 2012. 20:45 Извештај |                                                                     | Партизан mt:s | 75 : 74                                    | Лијетувос ритас | Хала Пионир, Београд Гледаоци: 7 500 |  |
| 29. 11. 2012. 20:45 Извештај | Четвртине: 18-11, 21-22, 20-18, 16-23                               |               |                                            |                 | Хала Пионир, Београд Гледаоци: 7 500 |  |
| 29. 11. 2012. 20:45 Извештај | Поени: Бертанс 14 Скокови: Гордон, Лучић 8 Асистенције: Вестерман 5 |               | Недовић 16 Иванов, Кателинас 5 Радошевић 4 |                 | Хала Пионир, Београд Гледаоци: 7 500 |  |

| 6. 12. 2012. 20:45 Извештај |                                                                   | Партизан mt:s | 67 : 68                                   | Барселона Регал | Хала Пионир, Београд Гледаоци: 7 500 |  |
| 6. 12. 2012. 20:45 Извештај | Четвртине: 14-13, 16-12, 14-18, 14-15, 9-10                       |               |                                           |                 | Хала Пионир, Београд Гледаоци: 7 500 |  |
| 6. 12. 2012. 20:45 Извештај | Поени: Милосављевић 14 Скокови: Гордон 9 Асистенције: Вестерман 5 |               | Наваро 10 Волас 9 Јасикевичијус , Волас 2 |                 | Хала Пионир, Београд Гледаоци: 7 500 |  |

| 13. 12. 2012. 20:45 Извештај |                                                                        | Брозе Баскетс | 92 : 90                        | Партизан mt:s | Штехерт арена, Бамберг Гледаоци: 6 800 |  |
| 13. 12. 2012. 20:45 Извештај | Четвртине: 25-13, 22-22, 21-27, 12-18, 12-10                           |               |                                |               | Штехерт арена, Бамберг Гледаоци: 6 800 |  |
| 13. 12. 2012. 20:45 Извештај | Поени: Нахбар 23 Скокови: Џејкобсен, Цирбес 6 Асистенције: Џејкобсен 6 |               | Лучић 19 Гордон 15 Вестерман 4 |               | Штехерт арена, Бамберг Гледаоци: 6 800 |  |

## Куп Радивоја Кораћа
Куп Радивоја Кораћа је 2013. године одржан по седми пут као национални кошаркашки куп Србије. Домаћин завршног турнира био је Крагујевац у периоду од 7. до 11. фебруара 2013, а сви мечеви су одиграни у Спортској хали Језеро.
Партизан је у четвртфиналу елиминисао Слободу из Ужица, затим у полуфиналу Мега Визуру, али је у финалној утакмици поражен од Црвене звезде резултатом 78:69.

### Четвртфинале
| 7. 2. 2013. 21:00 | Извештај | Партизан mt:s                                                                    | 73 : 50 | Слобода Ужице                                 | Спортска хала Језеро, Крагујевац Гледаоци: 1.000 Судије: Часлав Чукаловић, Марко Пецељ, Радош Арсенијевић |  |
| 7. 2. 2013. 21:00 | Извештај | Четвртине: 23-13, 16-11, 21-11, 13-15                                            |         |                                               | Спортска хала Језеро, Крагујевац Гледаоци: 1.000 Судије: Часлав Чукаловић, Марко Пецељ, Радош Арсенијевић |  |
| 7. 2. 2013. 21:00 | Извештај | Поени: Вестерман, Гордон 11 Скокови: Гордон, Мусли 8 Асистенције: Милосављевић 4 |         | Арнаутовић 11 Љубојевић, Стефановић 5 Васић 4 | Спортска хала Језеро, Крагујевац Гледаоци: 1.000 Судије: Часлав Чукаловић, Марко Пецељ, Радош Арсенијевић |  |

### Полуфинале
| 9. 2. 2013. 17:00 | Извештај | Мега Визура                                                 | 77 : 87 | Партизан mt:s                     | Спортска хала Језеро, Крагујевац Гледаоци: 2.000 Судије: Милија Војиновић, Драган Нешковић, Марко Јурас |  |
| 9. 2. 2013. 17:00 | Извештај | Четвртине: 21-21, 19-18, 19-21, 18-27                       |         |                                   | Спортска хала Језеро, Крагујевац Гледаоци: 2.000 Судије: Милија Војиновић, Драган Нешковић, Марко Јурас |  |
| 9. 2. 2013. 17:00 | Извештај | Поени: Мицић 23 Скокови: Марјановић 13 Асистенције: Мицић 7 |         | Гагић 21 Гордон 10 Милосављевић 4 | Спортска хала Језеро, Крагујевац Гледаоци: 2.000 Судије: Милија Војиновић, Драган Нешковић, Марко Јурас |  |

### Финале
Првобитни термин одигравања финалне утакмице био је 10. фебруар 2013. у 21:00. Утакмица је тада и започета, али је прекинута у 26. минуту при нерешеном резултату (43:43) због нереда на трибинама и утрчавања навијача на терен. Како није било услова за наставак меча те вечери, преосталих 14 минута одиграно је наредног дана (11.2.2013. од 19:00) без присуства публике.
| 10/11. 2. 2013. 21:00 / 19:00 | Извештај | Партизан mt:s                                              | 69 : 78 | Црвена звезда Телеком                            | Спортска хала Језеро, Крагујевац Гледаоци: 4.000 Судије: Илија Белошевић, Милија Војиновић, Саша Маричић |  |
| 10/11. 2. 2013. 21:00 / 19:00 | Извештај | Четвртине: 22-25, 16-16, 11-8, 20-29                       |         |                                                  | Спортска хала Језеро, Крагујевац Гледаоци: 4.000 Судије: Илија Белошевић, Милија Војиновић, Саша Маричић |  |
| 10/11. 2. 2013. 21:00 / 19:00 | Извештај | Поени: Лучић 17 Скокови: Мусли 14 Асистенције: Вестерман 5 |         | Ракочевић, Скот 20 Савовић 10 Катић, Ракочевић 4 | Спортска хала Језеро, Крагујевац Гледаоци: 4.000 Судије: Илија Белошевић, Милија Војиновић, Саша Маричић |  |

## Суперлига Србије
Партизан је регуларни део такмичења у Суперлиги Србије завршио на првом месту са 12 победа и два пораза. У полуфиналу плејофа црно-бели су били бољи од Војводине Србијагас, док је у финалној серији савладана Црвена звезда.

### Табела
|   | Тим                   | Игр. | Поб. | Изг. | П+   | П-   | П+/- | Бод |
| - | --------------------- | ---- | ---- | ---- | ---- | ---- | ---- | --- |
| 1 | Партизан mt:s         | 14   | 12   | 2    | 1195 | 935  | +260 | 26  |
| 2 | Црвена звезда Телеком | 14   | 11   | 3    | 1143 | 1015 | +128 | 25  |
| 3 | Мега Визура           | 14   | 9    | 5    | 1142 | 1104 | +38  | 23  |
| 4 | Војводина Србијагас   | 14   | 8    | 6    | 1113 | 1074 | +39  | 22  |
| 5 | Раднички Крагујевац   | 14   | 7    | 7    | 1112 | 1064 | +48  | 21  |
| 6 | Металац               | 14   | 4    | 10   | 1064 | 1112 | -48  | 18  |
| 7 | Слобода               | 14   | 4    | 10   | 938  | 1223 | -285 | 18  |
| 8 | Константин            | 14   | 1    | 13   | 923  | 1103 | -180 | 15  |

Легенда:

### Разигравање за титулу

#### Полуфинале
| 28. 5. 2013. 19:00 | Извештај | Партизан mt:s                                             | 79 : 54 | Војводина Србијагас             | Хала Пионир, Београд Гледаоци: 3.000 Судије: Илија Белошевић, Урош Николић, Иван Стефановић |  |
| 28. 5. 2013. 19:00 | Извештај | Четвртине: 21-18, 19-11, 23-12, 16-13                     |         |                                 | Хала Пионир, Београд Гледаоци: 3.000 Судије: Илија Белошевић, Урош Николић, Иван Стефановић |  |
| 28. 5. 2013. 19:00 | Извештај | Поени: Бертанс 22 Скокови: Мусли 11 Асистенције: Ловерњ 6 |         | Марковић 11 Марковић 8 Болтић 5 | Хала Пионир, Београд Гледаоци: 3.000 Судије: Илија Белошевић, Урош Николић, Иван Стефановић |  |

| 30. 5. 2013. 21:00 | Извештај | Војводина Србијагас                                        | 61 : 82 | Партизан mt:s                  | Спортски центар Слана Бара, Нови Сад Гледаоци: 1.300 Судије: Саша Маричић, Владимир Јевтовић, Урош Обркнежевић |  |
| 30. 5. 2013. 21:00 | Извештај | Четвртине: 13-29, 16-17, 14-18, 18-18                      |         |                                | Спортски центар Слана Бара, Нови Сад Гледаоци: 1.300 Судије: Саша Маричић, Владимир Јевтовић, Урош Обркнежевић |  |
| 30. 5. 2013. 21:00 | Извештај | Поени: Зековић 16 Скокови: Марковић 8 Асистенције: Човић 5 |         | Ловерњ 20 Ловерњ 11 6 играча 2 | Спортски центар Слана Бара, Нови Сад Гледаоци: 1.300 Судије: Саша Маричић, Владимир Јевтовић, Урош Обркнежевић |  |

#### Финале
| 5. 6. 2013. 19:00 | Извештај | Партизан mt:s                                                             | 82 : 54 | Црвена звезда Телеком            | Хала Пионир, Београд Гледаоци: 5.500 Судије: Драган Нешковић, Саша Маричић, Урош Николић |  |
| 5. 6. 2013. 19:00 | Извештај | Четвртине: 23-16, 20-12, 17-20, 22-6                                      |         |                                  | Хала Пионир, Београд Гледаоци: 5.500 Судије: Драган Нешковић, Саша Маричић, Урош Николић |  |
| 5. 6. 2013. 19:00 | Извештај | Поени: Милосављевић 28 Скокови: Ловерњ 8 Асистенције: Вестерман, Гордић 3 |         | Катић 19 Катић, Нелсон 5 Лазић 2 | Хала Пионир, Београд Гледаоци: 5.500 Судије: Драган Нешковић, Саша Маричић, Урош Николић |  |

| 7. 6. 2013. 19:00 | Извештај | Црвена звезда Телеком                                                | 69 : 71 | Партизан mt:s                       | Хала Пионир, Београд Гледаоци: 5.500 Судије: Илија Белошевић, Миливоје Јовчић, Урош Обркнежевић |  |
| 7. 6. 2013. 19:00 | Извештај | Четвртине: 22-16, 21-17, 11-19, 15-19                                |         |                                     | Хала Пионир, Београд Гледаоци: 5.500 Судије: Илија Белошевић, Миливоје Јовчић, Урош Обркнежевић |  |
| 7. 6. 2013. 19:00 | Извештај | Поени: Катић, Симоновић 17 Скокови: Савовић 10 Асистенције: Нелсон 8 |         | Бертанс 13 Бертанс 6 Милосављевић 4 | Хала Пионир, Београд Гледаоци: 5.500 Судије: Илија Белошевић, Миливоје Јовчић, Урош Обркнежевић |  |

| 10. 6. 2013. 19:00 | Извештај | Партизан mt:s                                          | 74 : 81 | Црвена звезда Телеком                    | Хала Пионир, Београд Гледаоци: 6.000 Судије: Милија Војиновић, Марко Јурас, Владимир Јевтовић |  |
| 10. 6. 2013. 19:00 | Извештај | Четвртине: 24-20, 15-19, 22-21, 13-21                  |         |                                          | Хала Пионир, Београд Гледаоци: 6.000 Судије: Милија Војиновић, Марко Јурас, Владимир Јевтовић |  |
| 10. 6. 2013. 19:00 | Извештај | Поени: Лучић 26 Скокови: Ловерњ 7 Асистенције: Мусли 3 |         | Ракочевић 18 Скот 9 Катић, Радивојевић 3 | Хала Пионир, Београд Гледаоци: 6.000 Судије: Милија Војиновић, Марко Јурас, Владимир Јевтовић |  |

| 12. 6. 2013. 21:00 | Извештај | Црвена звезда Телеком                                       | 52 : 68 | Партизан mt:s                       | Хала Пионир, Београд Гледаоци: 6.500 Судије: Илија Белошевић, Саша Маричић, Урош Николић |  |
| 12. 6. 2013. 21:00 | Извештај | Четвртине: 11-15, 10-19, 12-16, 19-18                       |         |                                     | Хала Пионир, Београд Гледаоци: 6.500 Судије: Илија Белошевић, Саша Маричић, Урош Николић |  |
| 12. 6. 2013. 21:00 | Извештај | Поени: Нелсон 12 Скокови: Скот 5 Асистенције: Радивојевић 4 |         | Богдановић 17 Ловерњ 11 Вестерман 4 | Хала Пионир, Београд Гледаоци: 6.500 Судије: Илија Белошевић, Саша Маричић, Урош Николић |  |

| Првак Суперлиге Србије у кошарци 2012/13. |
| ----------------------------------------- |
| Партизан 7. титула                        |

## Појединачне награде
- Најкориснији играч кола Јадранске лиге 2012/13:
  -  Владимир Лучић (4. коло, индекс 24)[27]
  -  Владимир Лучић (6. коло, индекс 28)[28]
- Најкориснији играч финала Суперлиге Србије 2013:
  -  Драган Милосављевић[29]
- Најкориснији играч кола Суперлиге Србије 2013:
  -  Богдан Богдановић (1. коло, индекс 29)[30]
  -  Давис Бертанс (12. коло, индекс 27)[31]